# Płatne w całości
Płatne w całości (tytuł oryg. Paid in Full) – amerykański film fabularny z 2002 roku, reżyserowany przez Charlesa Stone’a III. Film nominowano w 2003 roku do nagrody Independent Spirit Award jako najlepszy film debiutancki.

## Obsada
- Wood Harris – Ace
- Mekhi Phifer – Mitch
- Kevin Carroll – Calvin
- Esai Morales – Lulu
- Chi McBride – Pip
- Cam’ron – Rico
- Remo Greene – Sonny
- Cynthia Martells – Dora
- Elise Neal – ciotka June
- Regina Hall – Kiesha
- Joyce Walker – Janet Woods
- Ron C. Jones – Ice
- Nelson Tynes – Wedge
- Karen Andrew – Cakes